# Isabella Leong

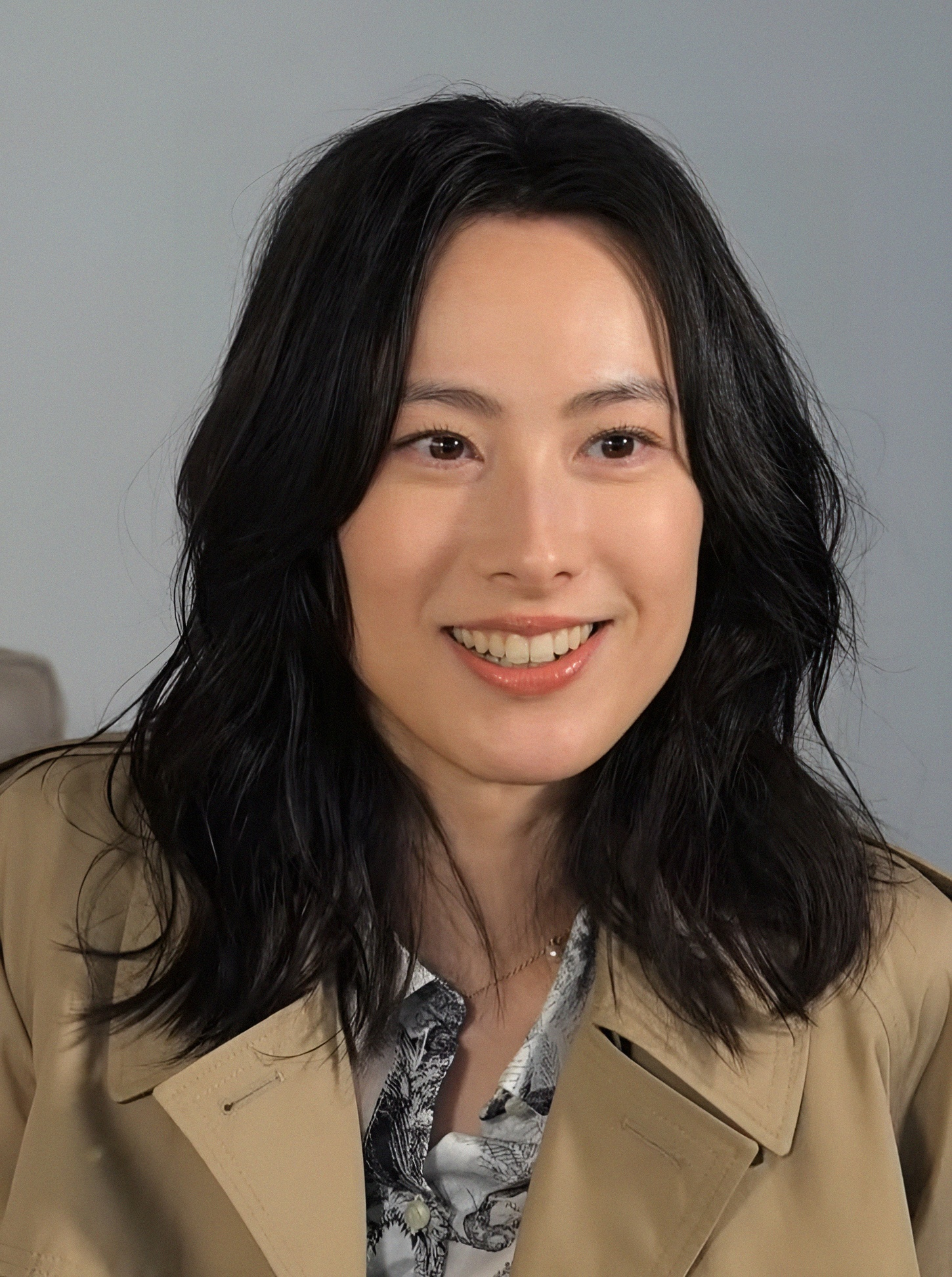
Isabella Leong (2023)

Isabella Leong (chinesisch 梁洛施, Pinyin Liáng Luòshī, Jyutping Loeng4 Lok3si1; * 23. Juni 1988 in Macau, als Luísa Isabella Nolasco da Silva) ist eine chinesisch-portugiesische Schauspielerin und Sängerin aus der Sonderverwaltungszone Macau.

## Leben
Leongs Filmkarriere begann 2005 mit dem Film The Eye: Infinity. Es folgten weitere Filme in Asien. Ihre international bisher bekannteste Rolle hatte sie im Film Die Mumie: Das Grabmal des Drachenkaisers inne, der 2008 in den Kinos erschien.
Aus einer Beziehung mit dem  kanadischen Milliardär Richard Li, die von 2008 bis 2011 bestand, hat sie drei Söhne.

## Filmografie (Auswahl)
- 2005: The Eye: Infinity (Gin gwai 10)
- 2005: Cung buk ji
- 2005: Mang lung
- 2005: Ching din dai sing
- 2006: Chun tian hua hua tong xue hui
- 2006: Isabella (2006) (Yisa builai)
- 2006: Mon seung
- 2006: Yun shui yao
- 2007: Spider Lilies (Ci qing)
- 2007: Hei wong ci wong
- 2008: Sam hoi tsam jan
- 2008: Die Mumie: Das Grabmal des Drachenkaisers (The Mummy: Tomb of the Dragon Emperor)
- 2015: 12 gam ngap
- 2015: Nian nian
- 2019: Gong hei bat poh
- 2020: Love after love

## Auszeichnungen

### Nominierung
- 2006: Hong Kong Film Award als Beste Nachwuchsschauspielerin
- 2007: Hong Kong Film Award als Beste Hauptdarstellerin
- 2007: Hong Kong Film Award als Beste Nebendarstellerin
- 2008: Hundred Flowers Award als Beste Nachwuchsschauspielerin

### Ausgezeichnet
- 2006: Golden Bauhinia Award als Beste Nachwuchsschauspielerin
- 2007: Directors' Week Award als Beste Hauptdarstellerin